# Karl Tarbuk

Generalleutnant Karl Tarbuk, Militärkommandant von Mähren, Brünn 1943

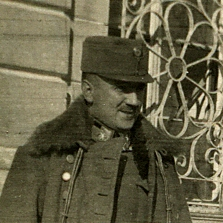
Karl Tarbuk von Sensenhorst, als Frontoffizier im Ersten Weltkrieg am Isonzo, Görz 1916

Karl Tarbuk (* 7. April 1881 in Krems; † 22. Dezember 1966 in Wien; 1904 bis 1919 Tarbuk von Sensenhorst; auch: Tarbuk von Sensenhorst, Tarbuk-Sensenhorst) war ein österreichischer Offizier der k.u.k. Armee, des österreichischen Bundesheeres und Generalleutnant der deutschen Wehrmacht während des Zweiten Weltkriegs.

## Leben

### Familie
Tarbuk entstammte einer ursprünglich kroatischen Familie von „Militärgrenzern“ an der Militärgrenze, dem Grenzgebiet Österreichs zum osmanischen Reich am Balkan, deren Stammreihe mit Ciril Tarbuk in Tušilović begann (erwähnt 1803–1815), und war der Sohn des noch dort geborenen k.u.k. Feldmarschallleutnants Johann Tarbuk von Sensenhorst (1853–1919; Enkel des vorgenannten Ciril) und Mathilde Josefa, geb. Bayrhammer (1856–1926). Am 18. November 1904 wurde die Familie in den österreichischen Adelsstand mit Namensmehrung „von Sensenhorst“ erhoben. Mit dem Adelsaufhebungsgesetz vom April 1919 ging ihnen diese wieder verloren.
Karl Tarbuk war mit Aglaja, geborene Freiin von Fiedler verheiratet und hatte drei Kinder. Er hatte die vier Brüder Hans, Robert, Felix und Fritz Tarbuk sowie zwei Schwestern.